# Zimbabwes herrlandslag i volleyboll
Zimbabwes herrlandslag i volleyboll representerar Zimbabwe i volleyboll på herrsidan. Laget har deltagit i afrikanska mästerskapet.

### Fotnoter
1. ↑  Todor Krastev. ”Men Volleyball V Africa Championship 1983 Cairo, Egypt 07-14.12 - Winner Egypt (2nd)” (på engelska). http://todor66.com/volleyball/Africa/Men_1983.html. Läst 20 april 2024.
2. ↑  Todor Krastev. ”Men Volleyball XVI Africa Championship 2007 Durban (RSA) - 16-22.09 Winner Egypt (4th)” (på engelska). http://www.todor66.com/volleyball/Africa/Men_2007.html. Läst 20 april 2024.